# Abraham Jacobus Frederik Egter van Wissekerke (politicus)
Abraham Jacobus Frederik Egter van Wissekerke (Zoetermeer, 11 december 1784 - Zierikzee, 7 februari 1871) was een Nederlands rechter, stadsbestuurder en lid van de Tweede Kamer.

## Leven en werk
Egter van Wissekerke was een zoon van Cornelis Egter van Wissekerke (1749-1794), medisch doctor, en Anna Maria Ermerins (1751-1818). Hij trouwde met Elisabeth Cornelia Maria de Clercq (1798-1863) in 1823 te Stavenisse, uit welk huwelijk negen kinderen werden geboren, onder wie Abraham Jacobus Frederik Egter van Wissekerke (militair) (1833-1908).
Egter van Wissekerke studeerde Romeins recht en promoveerde hierin (11 juli 1807) aan de Hogeschool van Leiden. Vanaf 1809 was hij procureur te Zierikzee; in 1816 werd hij benoemd tot griffier van de rechtbank van eerste aanleg (tot 1 oktober 1838). Vanaf 1833 was hij daarnaast lid van de stedelijke raad van Zierikzee; op 1 oktober 1838 werd hij benoemd tot officier van justitie en in mei 1842 aangesteld als president van de arrondissementsrechtbank (tot oktober 1865). Egter van Wissekerke was lid van de Tweede Kamer van 6 februari 1846 tot 13 februari 1849 voor de provincie Zeeland. Daarnaast was hij lid van de gemeenteraad van Zierikzee (1852-1857).
Als lid van de Tweede Kamer voerde Egter van Wissekerke oppositie tegen de veranderingen in het staatsbestel. Hij had verschillende nevenfuncties; zo was hij secretaris van de commissie voor de landbouw in Zeeland (1806), lid van het college van Administratie, Huis van Arrest (1839-1869), eerste luitenant der dienstdoende schutterij en voorzitter van het college van regenten van het Burgerweeshuis te Zierikzee (1863). Hij was ridder in de Orde van de Nederlandse Leeuw (1841).
- Biografisch Portaal: 68552546
- International Standard Name Identifier: 0000 0003 9426 5757
- Nederlandse Thesaurus van Auteursnamen: 070018405
- Parlement.com: vg09llr2bzy3
- Virtual International Authority File: 288729826
- WorldCat: E39PBJqbpfvFv4qhfQGJpvTT73